# Copa Kirin 2003
La Copa Kirin 2003 (en japonés: キリンカップサッカー2003) fue la vigésima cuarta edición de la Copa Kirin, un torneo amistoso organizado por Japón. Esta edición se realizó del 8 de junio al 11 de junio de 2003. Esta edición no culminó debido a que nunca se disputó el último partido entre Argentina y Paraguay.

## Sedes
| Osaka Saitama     | Osaka Saitama        |
| Osaka             | Saitama              |
| ----------------- | -------------------- |
| Estadio Nagai     | Estadio Saitama 2002 |
| Capacidad: 47 816 | Capacidad: 63 700    |
|                   |                      |

## Participantes
| Confederación              | Selección |
| -------------------------- | --------- |
| AFC (Asia)                 | Japón     |
| Conmebol (América del Sur) | Argentina |
| Conmebol (América del Sur) | Paraguay  |

## Desarrollo
- Los horarios de los partidos corresponden al horario de Japón (JST; UTC+9)

| 8 de junio de 2003, 19:24 | Japón     | 1:4 (0:2) | Argentina                                                  | Estadio Nagai, Osaka                                       |                                                            |
|                           | Akita 55' | Reporte   | 30' Saviola · 45' Zanetti · 78' Romeo · 82' Maxi Rodríguez | Asistencia: 42 508 espectadores Árbitro(s): Herbert Fandel | Asistencia: 42 508 espectadores Árbitro(s): Herbert Fandel |

| 11 de junio de 2003, 19:22 | Japón | 0:0 (0:0) | Paraguay | Estadio Saitama 2002, Saitama                          |                                                        |
|                            |       | Reporte   |          | Asistencia: 59 891 espectadores Árbitro(s): Mike Riley | Asistencia: 59 891 espectadores Árbitro(s): Mike Riley |

### Tabla final
| Selección | Pts. | PJ | PG | PE | PP | GF | GC | Dif. |
| --------- | ---- | -- | -- | -- | -- | -- | -- | ---- |
| Argentina | 3    | 1  | 1  | 0  | 0  | 4  | 1  | +3   |
| Paraguay  | 1    | 1  | 0  | 1  | 0  | 0  | 0  | 0    |
| Japón     | 1    | 2  | 0  | 1  | 1  | 1  | 4  | -3   |